# Justitieombudsmannen (Sverige)

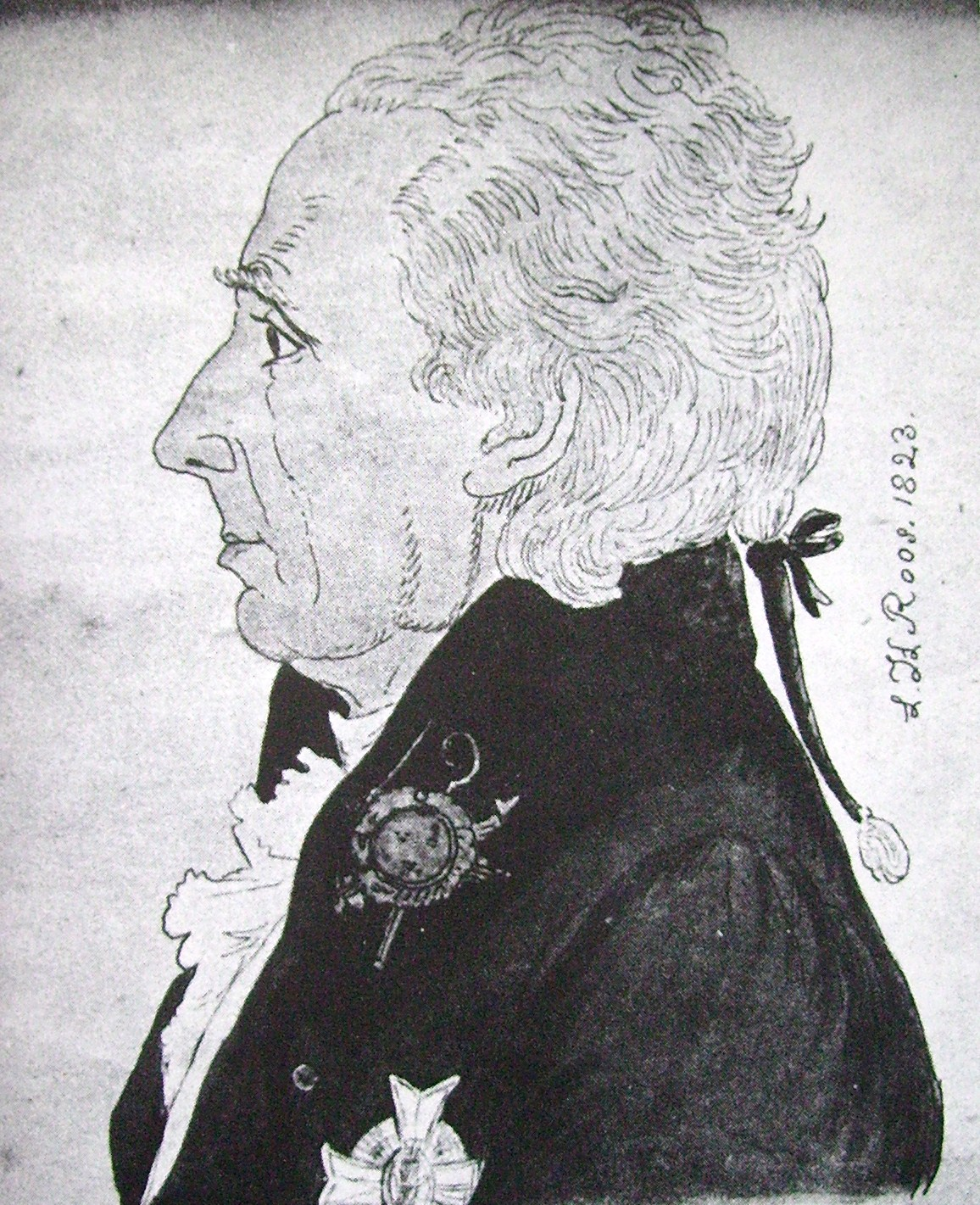
Den förste justitieombudsmannen Lars Augustin Mannerheim. Han var JO 1809–1823.

Riksdagens ombudsmän, mer känt som Justitieombudsmannen (JO), granskar att myndigheterna följer lagar och förordningar som styr deras arbete – särskilt sådana lagar som berör enskildas rättigheter och skyldigheter i förhållande till det allmänna.
Justitieombudsmannen är ursprungligen ett offentligt ämbete och en statlig myndighet i Sverige, instiftad år 1809, för att fungera som riksdagens kontrollmakt med ansvar för övervakning av landets offentliga myndigheters verksamheter. 
Den svenska justitieombudsmannen är den myndighet som givit upphov till det allmänna begreppet ombudsman, som i dag används i olika sammanhang i språk och länder världen över.
JO har sitt kontor i fastigheten Kungliga Trädgården 3 vid Kungsträdgården i Stockholm.

## Rättslig reglering
Förekomsten av JO-ämbetet är reglerat i grundlagen, medan mer detaljerade bestämmelser om verksamheten finns i vanlig lag. Enligt 13 kap. 6 § regeringsformen ska riksdagen välja en eller flera justitieombudsmän som ”ska utöva tillsyn över tillämpningen i offentlig verksamhet av lagar och andra föreskrifter”. I 13 kap. 2 § riksdagsordningen preciseras att antalet ombudsmän ska vara fyra, varav en chefsjustitieombudsman som är JO:s administrative chef. Därutöver kan ställföreträdande justitieombudsmän utses. Enligt 12 kap. 6 § regeringsformen ska ombudsmännen vara svenska medborgare.Närmare bestämmelser om JO:s verksamhet finns i lagen (2023:499) med instruktion för Riksdagens ombudsmän (JO), den så kallade JO-instruktionen. Av instruktionen framgår bland annat vilka myndigheter och andra organ som står under JO:s tillsyn. Den innehåller också organisatoriska bestämmelser om JO, bestämmelser om handläggningen av klagomål och så vidare. Vidare har chefsjustitieombudsmannen, med stöd av JO-instruktionen, fastställt en arbetsordning för Riksdagens ombudsmän.
I 42 kap. offentlighets- och sekretesslagen finns bestämmelser om sekretess hos JO.

## Historia
Ombudsmannen för Riksens ständer instiftades i 1809 års regeringsform, som en ombudsman för riksdagen på samma sätt som justitiekanslern då redan i närmare 100 år varit regeringens ombudsman. Även den nya riksdagsordningen som antogs ett år senare hade regler om detta. Ombudsmannen för Riksens ständer skulle ha som sin huvuduppgift att fullgöra en laglighetsövervakning av myndigheterna i riket. JO inrättades ursprungligen som ett åklagarämbete. Den förste som innehade ämbetet var friherre Lars Augustin Mannerheim (1749–1835). I den rangordning som existerade fram till 1909 hade JO generallöjtnants rang.
Efter en förändring i Instruktionen för riksdagens Justitieombudsman 1941 inrättades en post som ställföreträdare. Denne skulle rycka in när den ordinarie JO hade semester eller var upptagen med ett tidskrävande fall. Före 1941 fanns endast en suppleant angiven för justitieombudsmannen.
I samband med reformen då ämbetet slogs samman med Militieombudsmannen utökades antalet justitieombudsmän till tre och antalet ställföreträdande till två. Slutligen ändrades ämbetet åter 1976. I den nya Riksdagsordningen angavs antalet till fyra, utan några ställföreträdare. Ämbetet som ställföreträdande justitieombudsman återinrättades 1995. Antalet ställföreträdare kan vara en eller flera.

## Verksamhet
Tillsättning till ombudsman sker vart fjärde år genom val i riksdagen. I regel är justitieombudsmännen jurister. Idag finns fyra justitieombudsmän, varav en är chefsjustitieombudsman. De har var och en sitt ansvarsområde.
Justitieombudsmannaämbetet är opolitiskt och är en av komponenterna av riksdagens kontrollmakt. Ämbetet har till funktion att skydda den enskilde mot myndighetsövergrepp och förhindra maktmissbruk av tjänstemän. Till Riksdagens ombudsmän skriver allmänheten för att klaga på hur de blivit behandlade av myndigheter och dess befattningshavare, vilket är ämbetets huvudsakliga arbetsområde. Om dessa anmälningar är anonyma kan inte frågan behandlas, men kan i så fall leda till att ombudsmännen tar ett initiativ. Om Riksdagens ombudsmän finner att klagan har rättslig eller etisk grund, kan de göra en erinran, och klaga på den befattningshavare eller myndighet som brutit mot lagen eller misskött sitt arbete på annat sätt. Individen som inlämnar klagomål behöver inte vara svensk medborgare eller ha uppnått en viss ålder.
Riksdagens ombudsmän har makt att väcka åtal mot tjänstemän vid myndigheter, så till vida brottet begåtts i tjänsten och det inte är fråga om brott mot tryckfriheten eller yttrandefriheten. Detta gäller även om riksdagens konstitutionsutskott funnit att ett statsråd bör bli åtalat för tjänstefel; det är Riksdagens ombudsmän som då väcker åtal. Från att ursprungligen ha haft åklagarrollen som det primära, har JO alltmera kommit att få en rådgivande och tillrättavisande funktion. I denna roll har massmedierna en betydelsefull roll genom att uppmärksamma mål.
Riksdagens ombudsmän gör även inspektioner av myndigheter löpande, och om frågor som dykt upp inte kunnat lösas, kan ombudsmännen ta ett så kallat initiativ vilket innebär att ärendet behandlas hos Riksdagens ombudsmän. Per år tas omkring 100 initiativ. Dessa inspektioner kan även leda till att JO finner det nödvändigt att regeringen och riksdagen gör en lagändring, vilket JO i så fall gör en framställan om. Riksdagens ombudsmän kan likaledes föreslå lagändringar av andra skäl, om ärendet faller inom dess verksamhetsområde. Ämbetet yttrar sig vidare över flera lagstiftningsremisser per år.

## Svenska justitieombudsmän
Nuvarande justitieombudsmän:
- Chefs-JO Erik Nymansson, sedan 2021
- JO Thomas Norling, sedan 2018
- JO Katarina Påhlsson, sedan 2019
- JO Per Lennerbrant, sedan 2019

För en historisk förteckning över innehavare av JO-ämbetet, se lista över justitieombudsmän i Sverige.